# Musikjahr 1735
Liste der Musikjahre

◄◄ | ◄ | 1731 | 1732 | 1733 | 1734 | Musikjahr 1735 | 1736 | 1737 | 1738 | 1739 | ► | ►►

Weitere Ereignisse
Dieser Artikel behandelt das Musikjahr 1735.

## Ereignisse

### Johann Sebastian Bach
- Johann Sebastian Bach ist seit dem 30. Mai 1723 Thomaskantor und musikalischer Leiter der Thomaskirche in Leipzig. Außerdem hat er 1729 die Leitung des 1701 von Georg Philipp Telemann gegründeten Collegium musicum übernommen. Durch die zusätzliche Leitung des Kollegiums erweitert er seine Wirkungsmöglichkeiten im Leipziger Musikleben beträchtlich. Mit diesem studentischen Ensemble führt er deutsche und italienische Instrumental- und Vokalmusik auf, darunter seine eigenen in Weimar und Köthen entstandenen Konzerte, die er später auch zu Cembalokonzerten mit bis zu vier Solisten umarbeiten wird. Die Konzerte finden ein- bis zweimal pro Woche im Zimmermannischen Caffee-Hauß (1943 kriegszerstört) oder im dazugehörigen Garten statt.
- 01. Januar: Am Neujahrstag wird Teil IV des Weihnachtsoratoriums von Johann Sebastian Bach unter anderem mit der Kantate Laßt uns sorgen, laßt uns wachen vom Thomanerchor in Leipzig uraufgeführt.
- 02. Januar: Teil V des Weihnachtsoratoriums hat seine Uraufführung. Er enthält unter anderem die Arie Erleucht auch meine finstre Sinnen, das einzige Stück des Oratoriums, das nicht vom Continuo begleitet wird. Die Komposition ist eine tiefer gesetzte Parodie auf Bachs weltliche Bourrée-Arie, Durch die von Eifer entflamm(e)ten Waffen aus der Kantate Preise dein Glücke, gesegnetes Sachsen aus dem Vorjahr.
- 06. Januar: Die sechste Kantate von Bachs Weihnachtsoratorium (zur Legende um die Weisen aus dem Morgenland) wird uraufgeführt.
- 30. Januar: Die Kirchenkantate Wär Gott nicht mit uns diese Zeit (BWV 14) von Johann Sebastian Bach auf das Kirchenlied von Martin Luther hat ihre Uraufführung.
- 19. Mai (Christi Himmelfahrt): Das Oratorium Lobet Gott in seinen Reichen (BWV 11) von Johann Sebastian Bach hat wahrscheinlich seine Uraufführung. Textdichter ist vermutlich Picander.
- Johann Sebastian Bach veröffentlicht im bedeutenden Nürnberger Verlag von Christoph Weigel jun. den zweiten Teil seiner Clavierübung, bestehend aus dem Italienischen Konzert F-Dur und der Französischen Ouvertüre h-Moll unter dem Originaltitel:
Zweyter Theil der / Clavier Ubung / bestehend in / einem Concerto nach Italiaenischen Gusto / und / einer Overture nach Französischer Art / vor ein / Clavicymbel mit zweyen / Manualen. / Denen Liebhabern zur Gemuths-Ergötzung verfertiget. / von / Johann Sebastian Bach / Hochfürstl: Saechss: Weissenfelss:Capellmeistern. / und / Directore Chori Musici Lipsiensis. / in Verlegung / Christoph Weigel Junioris. Beim Italienischen Konzert (Originaltitel Concerto nach italiaenischen Gusto, BWV 971) handelt sich um ein dreisätziges Werk für zweimanualiges Cembalo in F-Dur, das sowohl in Bachs Gesamtwerk als auch gattungsgeschichtlich eine Ausnahmerolle hat. Als eines der wenigen Instrumentalkonzerte ohne Orchesterbegleitung soll diese durch Verwendung der Manuale respektive Klangfarben nachgeahmt werden. Das Werk ist stark von der Musik des italienischen Barock beeinflusst und ist Resultat der langjährigen Beschäftigung Bachs mit diesem Stil.
- Johann Sebastian Bach wird zum achtzehnten Mal Vater. Das elfte gemeinsame Kind mit seiner zweiten Frau Anna Magdalena Bach, Johann Christian, der Mailänder oder Londoner Bach (1735–1782), wird geboren.
- Johann Sebastian Bach erstellt eine Chronik über den „Ursprung der musicalisch-Bachischen Familie“ mit Kurzbiographien von 53 Familienmitgliedern.
- Bach nimmt eine Orgelbegutachtung der Orgel von Johann Friedrich Wender in der Marienkirche Mühlhausen vor.

### Georg Friedrich Händel
- Georg Friedrich Händel, der 1729 gemeinsam mit Johann Jacob Heidegger die „zweite Opernakademie“ gegründet hat, ist musikalischer Direktor dieser Nachfolgeorganisation der Royal Academy of Music.
- Händel wohnt seit Juli/August 1723 in London in der 25 Brook Street und bewohnt hier bis zu seinem Tod im Jahr 1759 zwei Stockwerke. Nahezu alle Werke, die seit 1723 entstehen, werden in diesem Haus komponiert. Auch die Vorbereitungen der Aufführungen finden oft im Händelschen Dining Room statt.
- Für die Theatersaison 1735 gelingt es Händel, sich die Mitwirkung der berühmten Balletttruppe von Marie Sallé zu sichern, die in London gastiert. Mit den Opern Ariodante und Alcina schafft er in diesem Jahr zwei seiner Meisterwerke, die sich wegen ihrer aufwendigen Chor- und Ballettauftritte auch an szenischer Attraktivität mit den Kassenschlagern der Konkurrenz in London messen können.
- 08. Januar: Das Dramma per musica Ariodante von Georg Friedrich Händel hat unter den Augen von König George II. und seiner Gattin Caroline seine Uraufführung am Theatre Royal in Covent Garden in London und wird ein Erfolg. Es ist Händels zweite Oper die auf Ludovico Ariostos Der rasende Roland basiert. Das Libretto stammt von Antonio Salvi. Die Hauptrollen werden von Giovanni Carestini und Anna Maria Strada gesungen. Jeder Akt enthält Tanzszenen, die für die Tänzerin Marie Sallé und ihre Balletttruppe komponiert wurden.
- 16. April: Alcina ist Händels dritte Oper die auf Ludovico Ariostos Der rasende Roland basiert. Die Besetzung ist die gleiche, der Librettist unbekannt. Auch Alcina ist eine Ballettoper für Marie Sallé und ihre Balletttruppe, die allerdings Ende der Saison im Sommer aus London abreist.
- Das Orgelkonzert F-Dur HWV 293 entsteht.

### Domenico Scarlatti
- Domenico Scarlatti ist der portugiesischen Prinzessin Maria Bárbara de Bragança, die er am Hofe des frommen und verschwendungssüchtigen Königs Johann V. in Lissabon kennengelernt und als Musiklehrer unterrichtet hatte, nach deren Heirat mit dem spanischen Thronfolger Don Fernando von Asturien (ab 1746 König Ferdinand VI.) nach Spanien gefolgt. Von Oktober 1730 bis 16. Mai 1733 war die Alcázares Reales in Sevilla seine feste Residenz und Wirkungsstätte. Danach zieht der Hof nach Norden in die Umgebung von Madrid, wo er je nach Jahreszeit abwechselnd in den Schlössern Buen Retiro, El Pardo, Aranjuez, La Granja und El Escorial weilt. Scarlatti steht vermutlich weiterhin in den „privaten“ Diensten von Maria Bárbara und scheint sich praktisch ausschließlich dem Cembalo und der Komposition seiner Sonaten zu widmen.

### Georg Philipp Telemann
- Georg Philipp Telemann ist seit 1721 Cantor Johannei und Director Musices der Stadt Hamburg, eines der angesehensten musikalischen Ämter Deutschlands. In diesem Amt verpflichtet sich Telemann zur Komposition von zwei Kantaten wöchentlich und einer Passion pro Jahr, in späteren Jahren greift er allerdings bei seinen Kantaten auf frühere Werke zurück. Daneben komponiert er zahlreiche Musiken für private und öffentliche Anlässe, etwa für Gedenktage und Hochzeiten.
- Außerdem hat Telemann für ein Jahresgehalt von 300 Talern die Leitung der Hamburgischen Oper am Gänsemarkt übernommen, baut das bereits 1660 von Matthias Weckmann gegründete, aber mittlerweile nicht mehr konzertierende Collegium musicum neu auf und übernimmt zusätzlich eine Stelle als Kapellmeister von Haus aus für den Hof des Markgrafen von Bayreuth. Dorthin liefert er von Zeit zu Zeit Instrumentalmusik sowie eine Oper jährlich.
- Georg Philipp Telemann trennt sich von seiner zweiten Ehefrau Maria Catharina, mit der er seit 1714 verheiratet ist und mit der er neun Kinder hat, von denen zwei gestorben sind. Telemann hat entdeckt, dass seine Frau im Glücksspiel 5.000 Reichstaler (15.000 Mark lübisch) verloren hat. Man geht davon aus, dass die Scheidung wegen Ehebruchs Maria Catharinas ausgesprochen wurde. Telemanns Frau geht nach Frankfurt zurück, während in Hamburg das Gerücht gestreut wird, sie sei verstorben. Ohne Telemanns Wissen lassen einige Hamburger Bürger eine Spendenaktion organisieren, um ihn vor dem Bankrott zu retten. Telemann gelingt es, seine dringlichsten Gläubiger hauptsächlich aus eigener Tasche zufriedenzustellen.
- In seiner späteren Schaffensphase plant Telemann mehrere musiktheoretische Abhandlungen, darunter einen Theoretisch-practischen Tractat vom Componiren. Keine dieser Schriften ist überliefert, sodass davon ausgegangen werden muss, dass sie entweder verlorengingen oder von Telemann wieder verworfen wurden.

### Antonio Vivaldi
- Antonio Vivaldi ist seit 1726 musikalischer Leiter des Teatro Sant’Angelo in seiner Heimatstadt Venedig. Dort wird er sowohl als Komponist als auch als Geigenvirtuose zur lebenden Legende und zum „Wallfahrtsziel“ für viele Musiker aus ganz Europa.
- 18. März: Die Oper Griselda (RV 718) von Antonio Vivaldi auf das Libretto von Apostolo Zeno und Carlo Goldoni wird in Venedig im Teatro San Samuele uraufgeführt.
- Karneval: Das von Antonio Vivaldi zusammengestellte Opern-Pasticcio (Originalbezeichnung: „Tragedia per musica“) in drei Akten Tamerlano (auch Il Bajazet genannt, RV 703) auf ein Libretto von Agostino Piovene und der Musik von Antonio Vivaldi, Geminiano Giacomelli, Johann Adolph Hasse und Riccardo Broschi wird im Teatro Filarmonico in Verona uraufgeführt.
- 29. Dezember: Die Oper Adelaide (RV 695) von Antonio Vivaldi auf das Libretto von Antonio Salvi wird im Teatro Filarmonico di Verona uraufgeführt.

### Weitere biografische Ereignisse
- Giovanni Bononcini, der seit 1733 in Paris für das Concert Spirituel komponiert, weilt 1735 für ein Jahr in Lissabon.

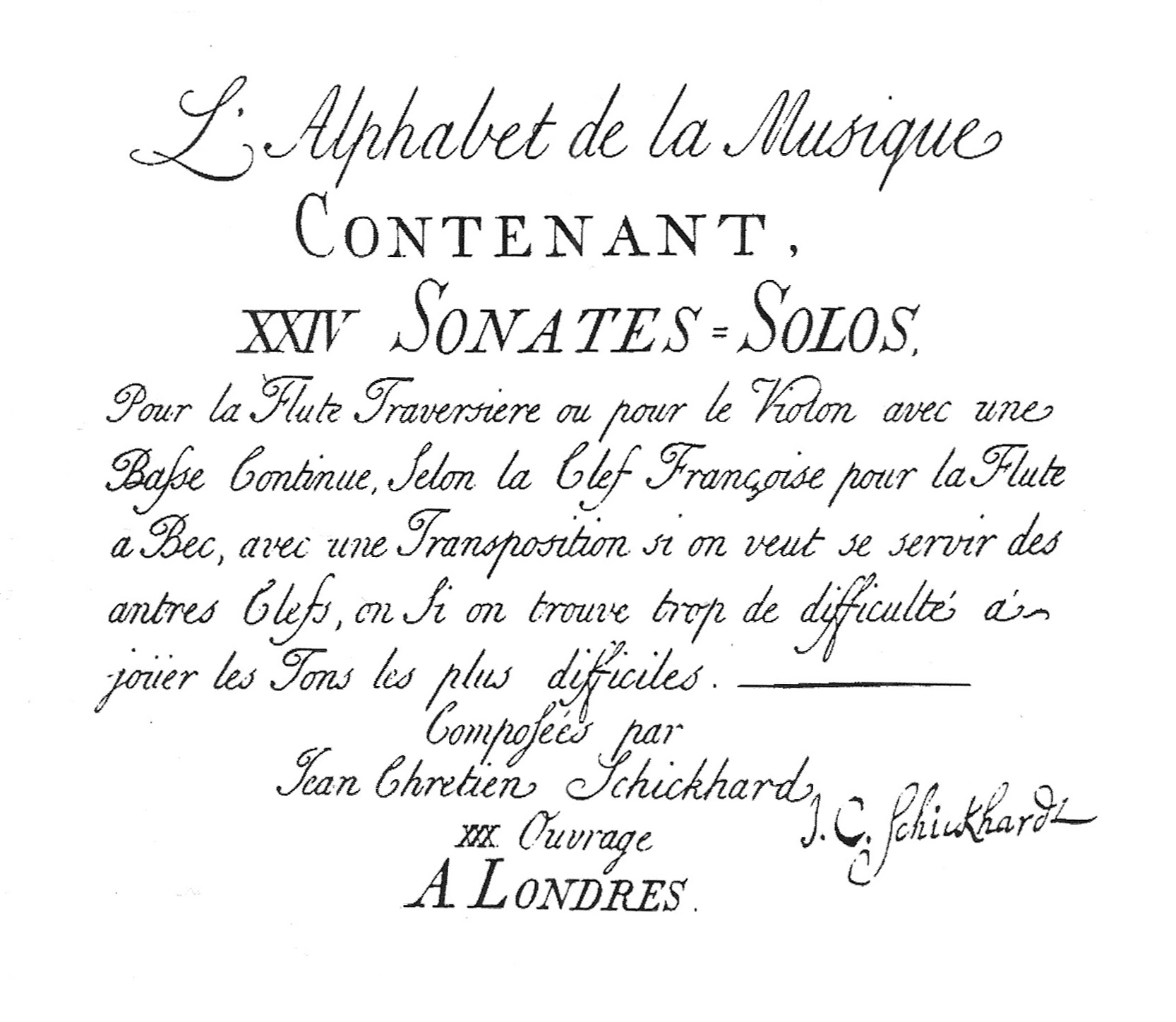
Titelseite zu L’Alphabeth de la Musique von Johann Christian Schickhardt aus der Erstausgabe, London 1735

- Egidio Duni hat als 26-Jähriger in Rom seinen ersten Erfolg mit seiner Oper Nerone. Damit wird er ein erfolgreicher Konkurrent von Giovanni Battista Pergolesi, der zur selben Zeit mit seiner Oper L’olimpiade einen Misserfolg hat.
- Maurice Greene wird zum Master of the King’s Musick ernannt, ein prestigeträchtiger Posten am britischen Königshof, den außer ihm auch John Eccles und Edward Elgar innehatten.

- Giovanni Battista Pergolesi erhält, wahrscheinlich wegen des Eindrucks, den seine F-Dur-Messe in Rom hinterlassen hat, den Auftrag für die Oper L’olimpiade, die im Januar 1735 im römischen Teatro Tordinona Premiere hat. Zeitgenössischen Berichten zufolge stößt das Werk auf Ablehnung; ein unzufriedener Zuhörer soll dem Komponisten eine Orange an den Kopf geworfen haben (so berichtet es André-Ernest-Modeste Grétry in seinen Memoiren unter Berufung auf Zeitzeugen). Einen großen Erfolg bringt Pergolesi die komische Oper Il Flaminio im Herbst 1735 im Teatro dei Fiorentini in Neapel. Nach einer Bemerkung im Libretto zu schließen, ist er zuvor zum Organisten der Königlichen Kapelle in Neapel ernannt worden. Die Arbeit an der Kantate Il tempo felice für die Hochzeit des Fürsten Raimondo di San Severo im Dezember 1735 muss Pergolesi krankheitshalber abbrechen; sie wird von Nicola Sabatino fertiggestellt.
- Marie Sallé, die bereits vor Jean-Georges Noverre den damaligen Bühnentanz revolutionierte, löst mit ihrem Auftritt in Georg Friedrich Händels Zauberoper Alcina einen Theaterskandal aus: Sie tanzt darin die männliche Rolle des Cupido nur leicht bekleidet und wird dafür auf offener Bühne ausgepfiffen.
- Johann Christian Schickhardt weilt in London, wo er eine Sammlung von 24 Flötensonaten in allen Tonarten op. 30, das sogenannte L’Alphabeth de la musique, komponiert. Da in London zahlreiche Flötenliebhaber leben, ist diese Stadt der geeignetste Ort, um solche Kompositionen zu verkaufen. Im gleichen Jahr 1735 kehrt er in die Niederlande zurück. Für den Verlag Estienne Roger, der inzwischen von seinen Nachfolgern Jeanne Roger und Michel-Charles Le Cène geführt wird und seine Kompositionen veröffentlicht, arbeitet er gelegentlich als Redakteur.
- Jan Dismas Zelenka, der 1733 in Dresden zum Hofkomponisten ernannt wurde, wird 1735 „Kirchen-Compositeur“ und bleibt, mit Ausnahme gelegentlicher Reisen nach Prag, bis zu seinem Tod im Jahr 1745 in Dresden.

### Uraufführungen

#### Bühnenwerke

##### Oper
- 08. Januar: Das Dramma per musica Ariodante (HWV 33) von Georg Friedrich Händel hat unter den Augen von König George II. und seiner Gattin Caroline seine Uraufführung am Theatre Royal in Covent Garden in London und wird ein Erfolg. Es ist Händels zweite Oper die auf Ludovico Ariostos Der rasende Roland basiert. Das Libretto stammt von Antonio Salvi. Die Hauptrollen werden von Giovanni Carestini und Anna Maria Strada gesungen. Jeder Akt enthält auch Tanzszenen, die für die berühmte Tänzerin Marie Sallé und ihre Truppe komponiert wurden.
- 20. Januar: Das Drama per musica Demofoonte von Domenico Sarro, Francesco Mancini, Leonardo Leo und Giuseppe Sellitto auf ein Libretto von Pietro Metastasio wird im Teatro San Bartolomeo in Neapel uraufgeführt.
- 29. Januar: Die Oper La clemenza di Tito von Leonardo Leo auf das Libretto von Pietro Metastasio wird im Teatro San Giovanni Crisostomo in Venedig uraufgeführt.
- 00. Januar: Die Oper L'olimpiade von Giovanni Battista Pergolesi auf ein Libretto von Pietro Metastasio wird im Teatro Tordinona in Rom uraufgeführt.
- 01. Februar: Die Oper Polifemo von Nicola Antonio Porpora (Musik) und einem Libretto von Paolo Antonio Rolli wird im King’s Theatre in the Haymarket in London uraufgeführt.
- 18. März: Die Oper Griselda (RV 718) von Antonio Vivaldi auf das Libretto von Apostolo Zeno und Carlo Goldoni wird in Venedig im Teatro San Samuele uraufgeführt.
- Karneval: Die Componimento drammatico Le cinesi von Antonio Caldara auf das Libretto von Pietro Metastasio wird erstmals in den Privatgemächern der kaiserlichen Residenz der Favorita in Wien als Einleitung zu einem „Ballo cinese“ von Georg Reutter aufgeführt. Die Ausführenden sind die jugendlichen Erzherzoginnen Maria Theresia und Maria Anna sowie eine Hofdame.
- Karneval: Das von Antonio Vivaldi zusammengestellte Opern-Pasticcio (Originalbezeichnung: „Tragedia per musica“) in drei Akten Tamerlano (auch Il Bajazet, RV 703) auf ein Libretto von Agostino Piovene und der Musik von Antonio Vivaldi, Geminiano Giacomelli, Johann Adolph Hasse und Riccardo Broschi wird im Teatro Filarmonico in Verona uraufgeführt.
- 16. April: Alcina (HWV 34) ist Händels dritte Oper die auf Ludovico Ariostos Der rasende Roland basiert. Die Besetzung ist die gleiche, der Librettist unbekannt.
- 21. Mai: Die Oper Nerone von Egidio Duni auf das Libretto von Francesco Silvani wird in Rom im Teatro Tordinona uraufgeführt.
- 15. Juli: Die Uraufführung der Oper The Honest Yorkshireman von Henry Carey findet in London statt.
- 23. August: Die Ballettoper Les Indes galantes von Jean-Philippe Rameau wird mit Erfolg an der Académie Royale de musique uraufgeführt. Sie enthält einen Prolog und vier Entrées (Aufzüge). Das Libretto stammt von Louis Fuzelier.
- 28. August: Die Componimento drammatico Le grazie vendicate von Antonio Caldara auf das Libretto von Pietro Metastasio wird erstmals in den Privatgemächern der kaiserlichen Residenz der Favorita in Wien aufgeführt. Anlass ist der Geburtstag der Kaiserin Elisabeth am 28. August.
- 24. September: Die Oper La clemenza di Tito von Johann Adolph Hasse auf das Libretto von Pietro Metastasio wird im Teatro Pubblico in Pesaro uraufgeführt.
- 27. Oktober: Die Oper Scanderberg von François Francœur und François Rebel auf ein Libretto von Antoine Houdar de La Motte wird in der Pariser Oper uraufgeführt.
- Herbst: Giovanni Battista Pergolesis Oper Il Flaminio auf das Libretto von Gennaro Antonio Federico wird im Teatro Nuovo in Neapel erstmals aufgeführt. Bei der Uraufführung singen Pietro Vitale (Polidoro), Antonia Colasanti (Flaminio), Anna Cialfieri (Agata), Paola Fernandes (Ferdinando), Margherita Pozzi (Checca) und Girolamo Piani (Vastiano). Zwischen den Akten gibt es Tanzeinlagen, die jedoch nicht erhalten sind. Die Aufführung erhält großen Beifall.
- 04. November: Die Oper Scipione Africano il maggiore von Antonio Caldara auf ein Libretto von Giovanni Claudio Pasquini wird im Hoftheater in Wien uraufgeführt.
- 26. November: Die Oper Adriano in Siria von Francesco Maria Veracini auf ein Libretto von Pietro Metastasio, bearbeitet von Angelo Maria Cori, wird in London am King’s Theatre am Haymarket erstmals aufgeführt.
- 29. Dezember: Die Oper Adelaide (RV 695) von Antonio Vivaldi auf das Libretto von Antonio Salvi wird im Teatro Filarmonico di Verona uraufgeführt.
- Geminiano Giacomelli – Cesare in Egitto (Uraufführung in Mailand)
- Nicola Antonio Porpora – Ifigenia in Aulide (Melodramma in drei Akten; Libretto von Paolo Antonio Rolli und Apostolo Zeno; Uraufführung in London)
- Nicola Sabatino – Il tempo felice (Serenata; Uraufführung in Neapel)

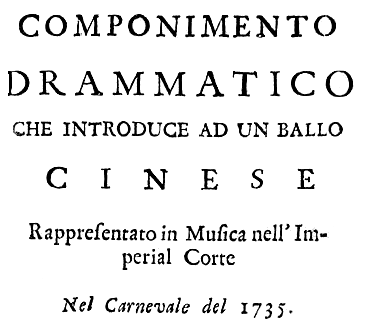
Antonio Caldara – Le cinesi – Titelseite des Librettos – Wien 1735
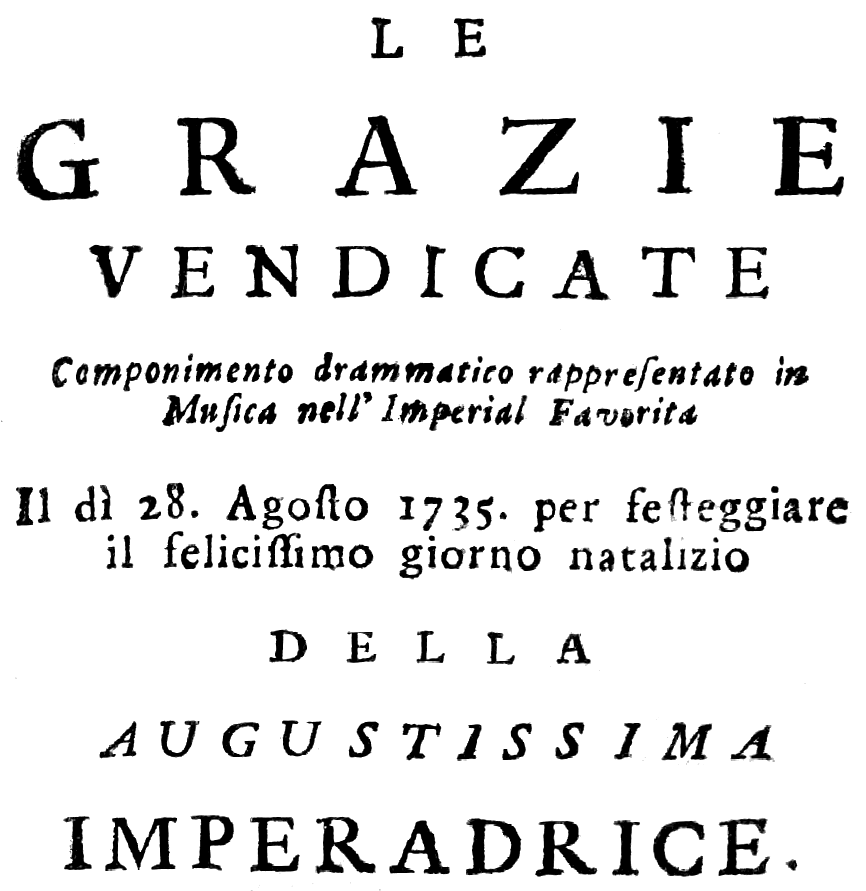
Antonio Caldara – Le grazie vendicate – Titelseite des Librettos – Wien 1735
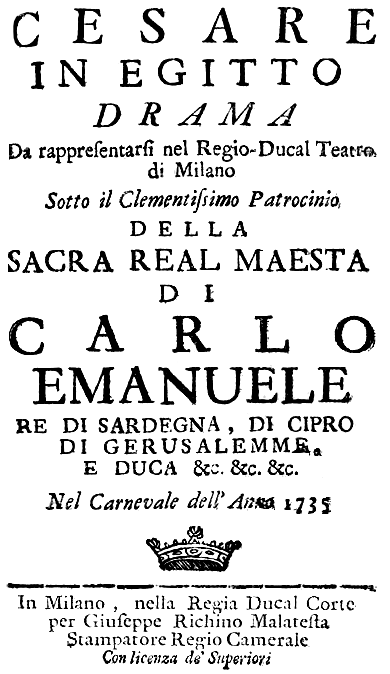
Geminiano Giacomelli – Cesare in Egitto – Titelseite des Librettos – Mailand 1735
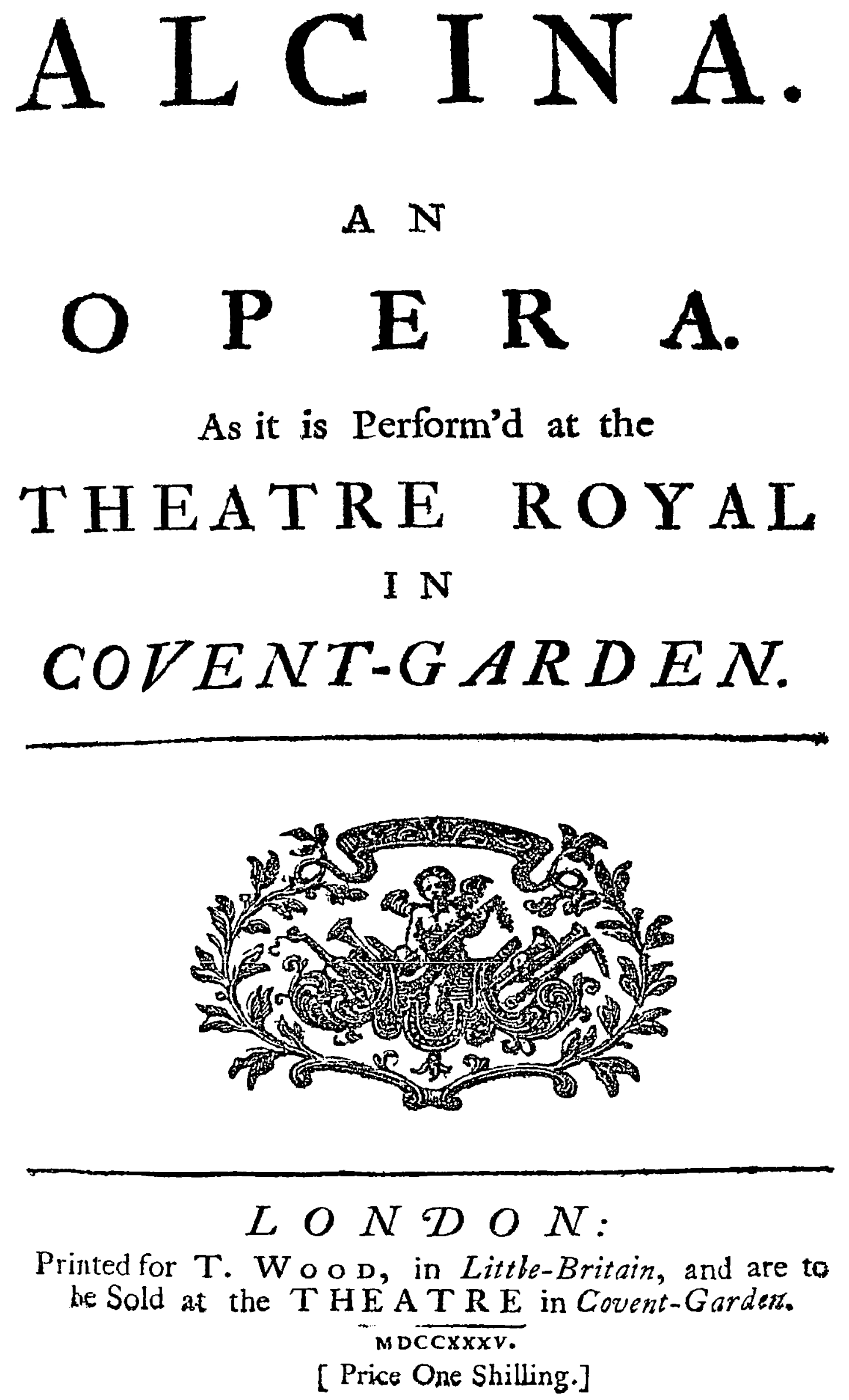
Georg Friedrich Händel – Alcina – Titelseite des Librettos – London 1735
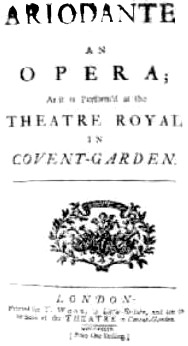
Georg Friedrich Händel – Ariodante – Titelseite des Librettos – London 1735
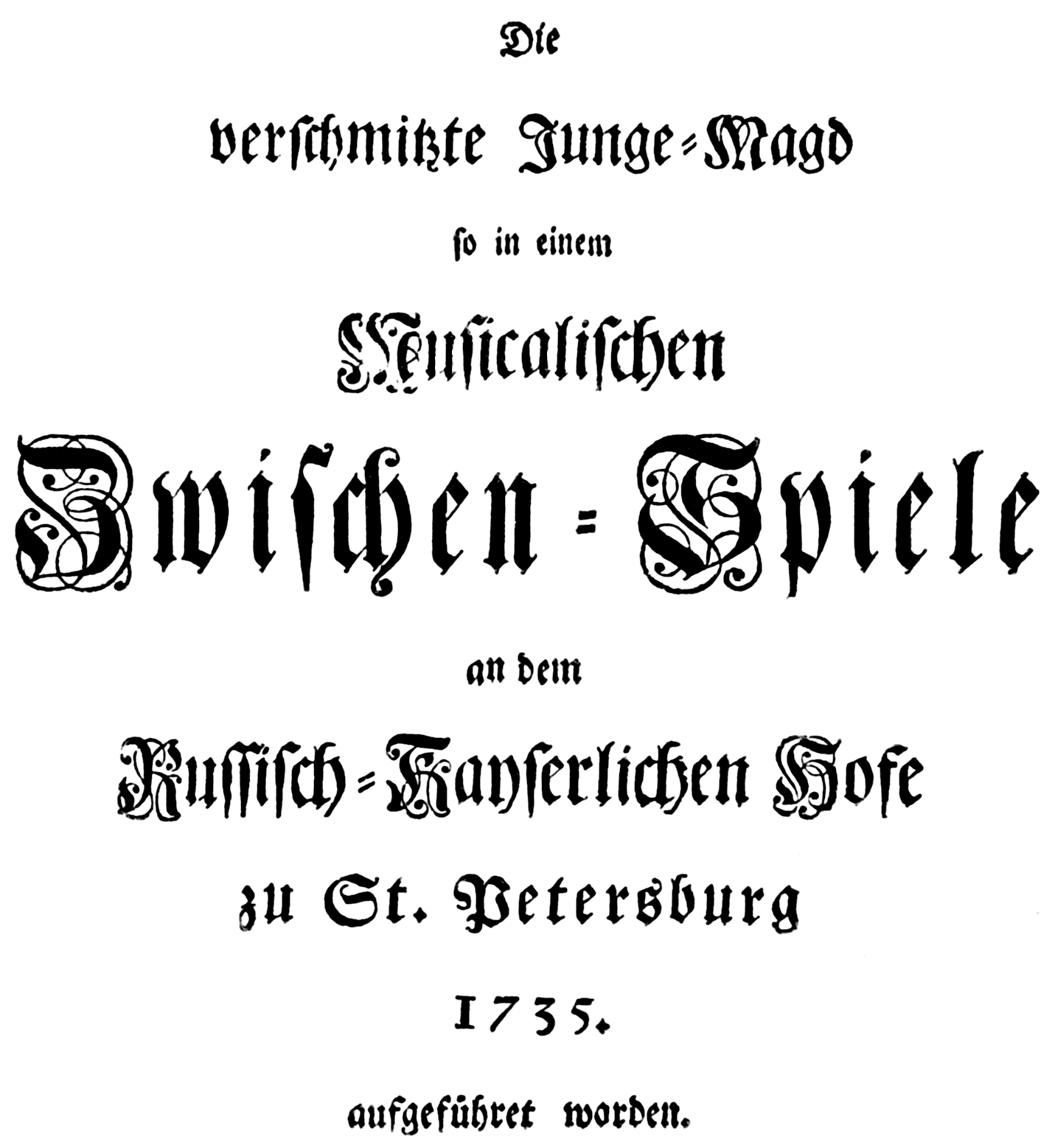
Johann Adolph Hasse – La serva scaltra – Titelseite des Librettos – St. Petersburg 1735
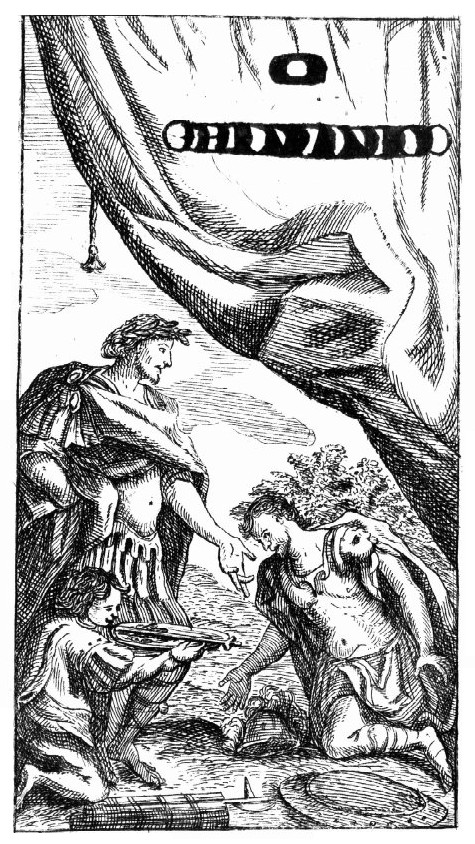
Leonardo Leo – La clemenza di Tito – Abbildung aus dem Libretto – Venedig 1735
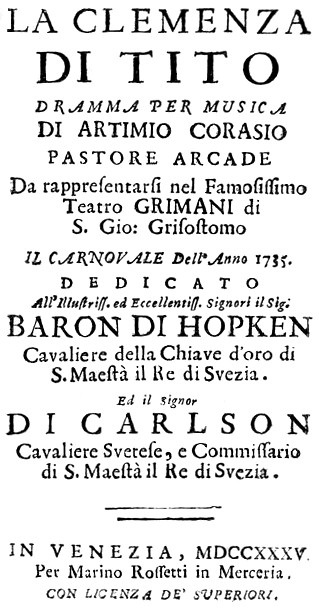
Leonardo Leo – La clemenza di Tito – Titelseite des Librettos – Venedig 1735
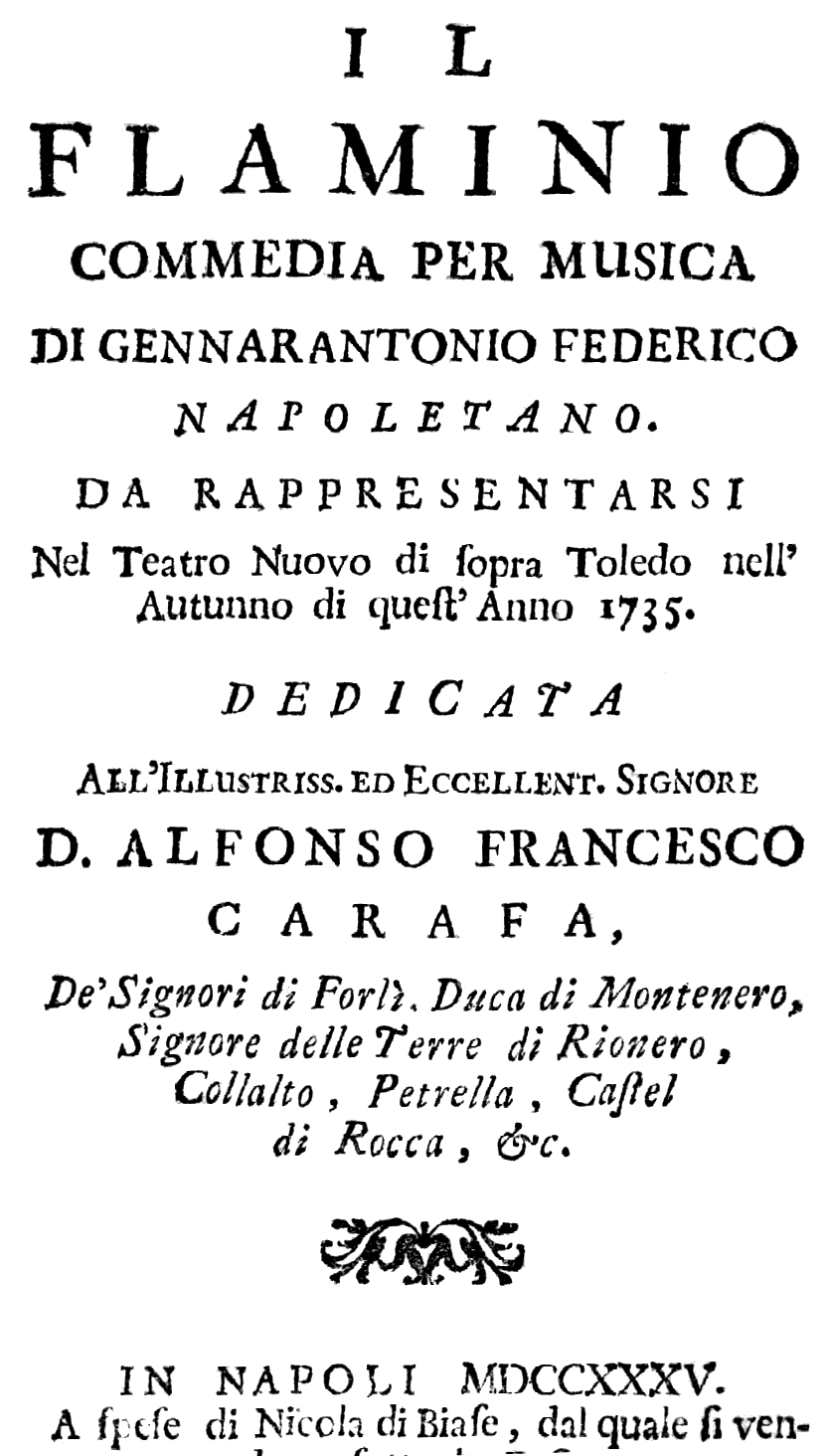
Giovanni Battista Pergolesi – Il Flaminio – Titelseite des Librettos _ Neapel 1735
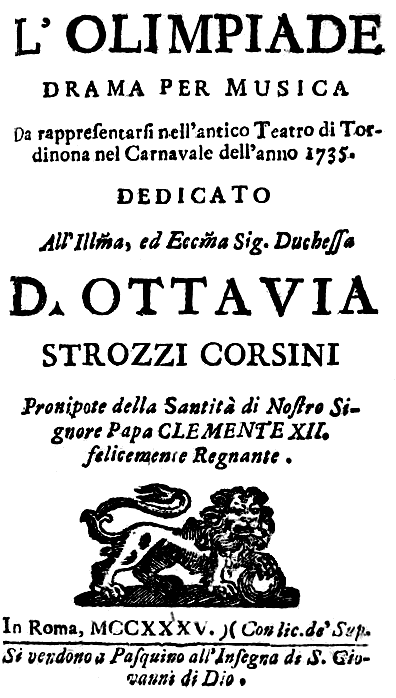
Giovanni Battista Pergolesi – L'Olimpiade – Titelseite des Librettos –Rom 1735
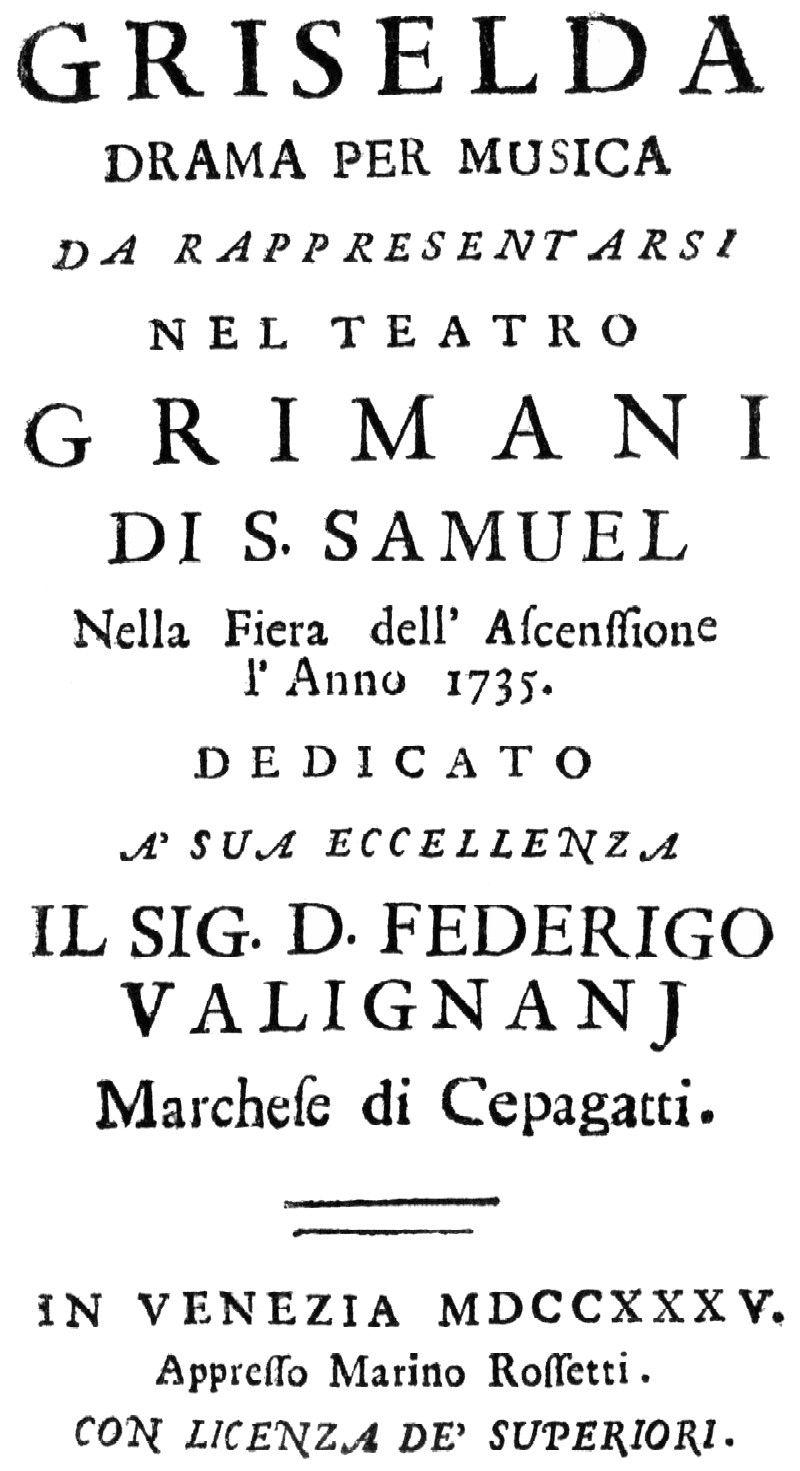
Antonio Vivaldi – Griselda – Titelseite des Librettos – Venedig 1735
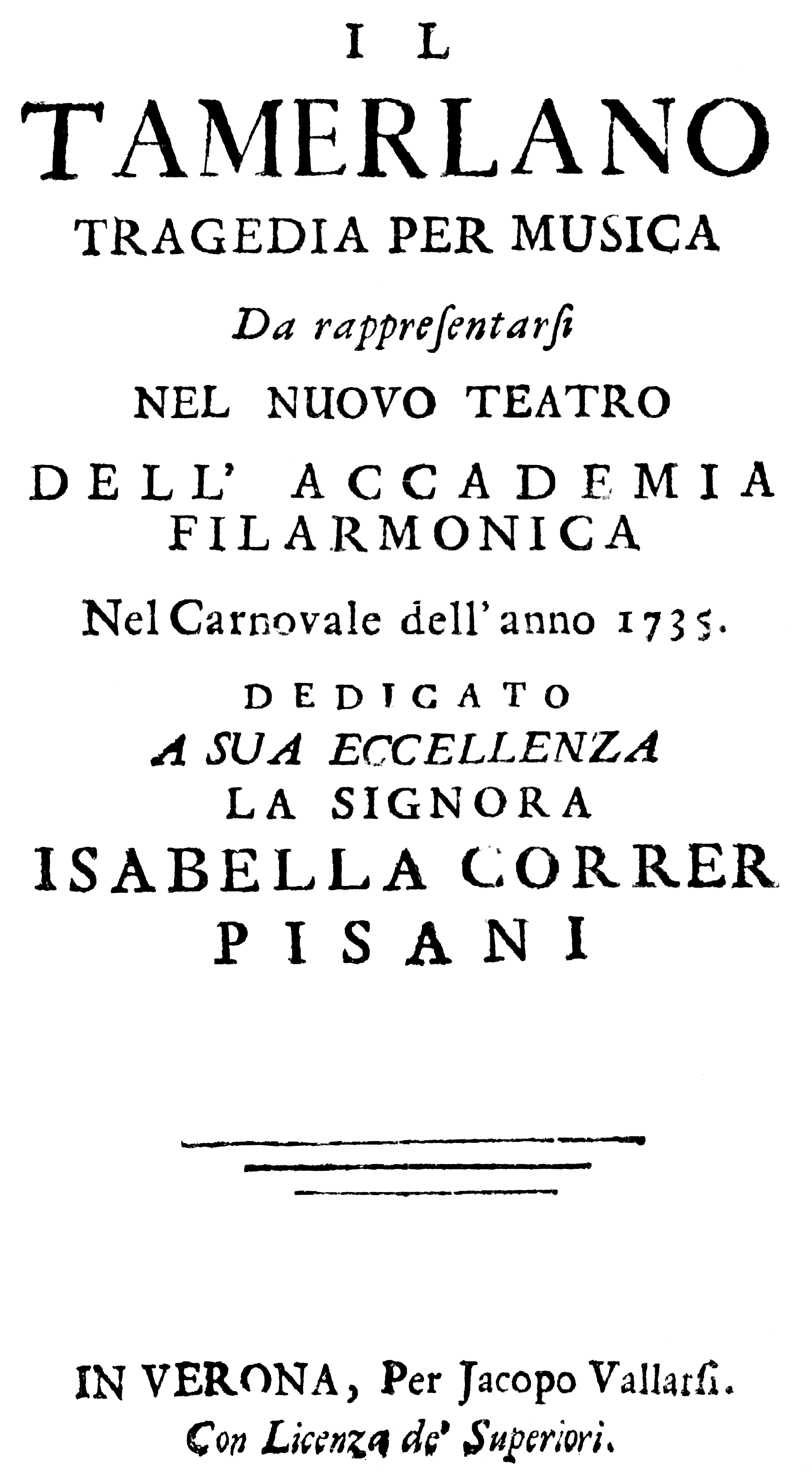
Antonio Vivaldi – Tamerlano, Bajazet – Titelseite des Librettos – Verona 1735

##### Oratorium
- 01. Januar: Am Neujahrstag wird Teil IV des Weihnachtsoratoriums von Johann Sebastian Bach unter anderem mit der Kantate Laßt uns sorgen, laßt uns wachen vom Thomanerchor in Leipzig uraufgeführt.
- 02. Januar: Teil V des Weihnachtsoratoriums hat seine Uraufführung.
- 06. Januar: Teil VI des Weihnachtsoratoriums wird uraufgeführt.
- 08. April: Das Oratorium Gesù al Calvario von Jan Dismas Zelenka auf ein Libretto von Michelangelo Boccardi wird uraufgeführt.
- 19. Mai (Christi Himmelfahrt): Das Oratorium Lobet Gott in seinen Reichen von Johann Sebastian Bach hat vermutlich seine Uraufführung. Textdichter ist vermutlich Picander.
- Johann Sebastian Bach – Oratorium Lobet Gott in seinen Reichen (BWV 11)
- Antonio Caldara – Gesù presentato nel tempio
- Reinhard Keiser – Dialogus von der Geburt Christi

### Instrumentalmusik

#### Konzerte
- Francesco Geminiani – Concerti Grossi Con Due Violini Viola e Violoncello di Concertino obligati, e due altri Violini e Basso di Concerto Grosso Composti delli Sei Sonate del Opera Terza D'Arcangelo Corelli, op.3
- Pietro Antonio Locatelli – 6 Introduttioni teatrali e 6 Concerti grossi, op. 4
- Lorenzo Gaetano Zavateri – 12 Concerti da Chiesa e da Camera dedicati al Nobil Uomo il Signor Cornelio Pepoli Musotti, op. 1

#### Kammermusik
- Tomaso Albinoni – Concerti a cinque op. 10, Amsterdam 1735/1736
- Carl Philipp Emanuel Bach – Trio Sonata in a-Moll (H.572)
- Christoph Graupner
  - Trio Sonata in C-Dur (GWV 202)
  - Trio Sonata in B-Dur (GWV 217)
- Johann Adolph Hasse – 6 Trio Sonatas, op. 2
- Georg Philipp Telemann – 6 Sonates corellisantes[1]

#### Fagott
- Christoph Graupner – Fagottkonzert in C-Dur (GWV 301)

#### Flöte
- Carl Philipp Emanuel Bach – Flötensonate in G-Dur (H.550)
- Johann Christian Schickhardt – L'Alphabet de la Musique, op. 30

#### Oboe
- Johann Friedrich Fasch – Oboe Concerto (FaWV L:d2)

#### Viola da gamba
- Georg Philipp Telemann – Zwölf Fantasien für Viola da Gamba solo (TWV 40:26–37)

#### Violine
- Jean-Joseph Cassanéa de Mondonville – 6 Violin Sonatas, op. 4 „Les sons harmoniques“

#### Violoncello
- Jean-Baptiste Barrière – Livre II de sonates pour violoncelle et la basse continue (Paris; Madame Jourdain gewidmet)

### Tastenmusik

#### Cembalo
- Johann Sebastian Bach
  - Italienisches Konzert (Originaltitel Concerto nach italiaenischen Gusto, BWV 971)
  - Overture nach französischer Art
- Louis-Claude Daquin – Pièces de Clavecin
- Johann Mattheson – Die wol-klingende Finger-Sprache (Hamburg)

#### Orgel
- Georg Friedrich Händel – Six Fugues pour le Clavecin ou l'Orgue (HWV 605–610)

### Vokalmusik

#### Geistlich
- Johann Sebastian Bach
  - Kantate Lobet Gott in seinen Reichen (BWV 11)
  - Kantate Wär Gott nicht mit uns diese Zeit (BWV 14)
  - Kantate Der Friede sei mit dir (BWV 158)
- Johann Adolph Hasse – Miserere in c-Moll
- Georg Philipp Telemann – Fugierende und verändernde Choräle (TWV 31:1–48)

#### Weltlich
- Johann Sebastian Bach
  - Kantate Die Freude reget sich (BWV 36b, um 1735)[2]
  - Kantate Auf, schmetternde Töne der muntern Trompeten (BWV 207a)
  - Kantate Schließt die Gruft! ihr Trauerglocken (BWV Anh. 16)
- Giovanni Batista Pergolesi – Orfeo (P.115)
- Nicola Antonio Porpora – 12 Cantate da camera (Widmung: All' Altezza reale di Federico Prencipe reale di Vallia)

### Populärmusik
- Richard Leveridge – The Roast Beef of Old England (1735?)

### Lehrwerke
- Johann Mattheson – Kleine General-Baß-Schule, Hamburg 1735

### Instrumentenbau
- Gottfried Silbermann
  - stellt die Orgel in der Stadtkirche St. Petri in Freiberg fertig
  - beginnt den Bau der Orgel St. Marien in Greiz.
- Antonio Stradivari
  - fertigt die Violine „Lamoureux, Zimbalist“

## Geboren

### Geburtsdatum gesichert
- 21. Januar: Johann Gottfried Eckard, deutscher Pianist und Komponist († 1809)
- 25. Februar: Ernst Wilhelm Wolf, deutscher Konzertmeister und Komponist († 1792)
- 28. Februar: Alexandre-Théophile Vandermonde, französischer Musiker, Mathematiker und Chemiker († 1796)
- 06. Juni: Pierre Dallery, französischer Orgelbauer († 1812)
- 06. Juni (getauft): Anton Schweitzer, deutscher Komponist († 1787)
- 10. Juli: Giovanni Bertati, italienischer Librettist († 1815)
- 19. Juli: Garret Wesley, 1. Earl of Mornington, anglo-irischer Peer und Komponist († 1781)
- 23. Juli: Johannes Herbst, deutsch-amerikanischer Theologe, Bischof der Brüder-Unität und Komponist († 1812)
- 05. September: Johann Christian Bach, deutscher Komponist († 1782)
- 30. Oktober: Edward Miller, britischer Komponist und Historiker († 1807)
- 26. November: Giambattista Varesco, italienischer Priester und Librettist († 1805)
- 29. Dezember: Johann Evangelist Feyrstein, altösterreichischer Orgelbauer († 1779)

### Genaues Geburtsdatum unbekannt
- Cesare Mussolini, italienischer Komponist und Musikwissenschaftler († 18. oder 19. Jahrhundert)

### Geboren um 1735
- Valentin Roeser, deutscher Klarinettist und Komponist († nach 1782)

## Gestorben

### Todesdatum gesichert
- 07. Januar: Carl Johann Friedrich Haltmeier, deutscher Organist und Komponist (* 1698)
- 12. Januar: John Eccles, englischer Komponist (* um 1668)
- 27. Februar: Georg Friedrich Kauffmann, deutscher Organist und Komponist (* 1679)

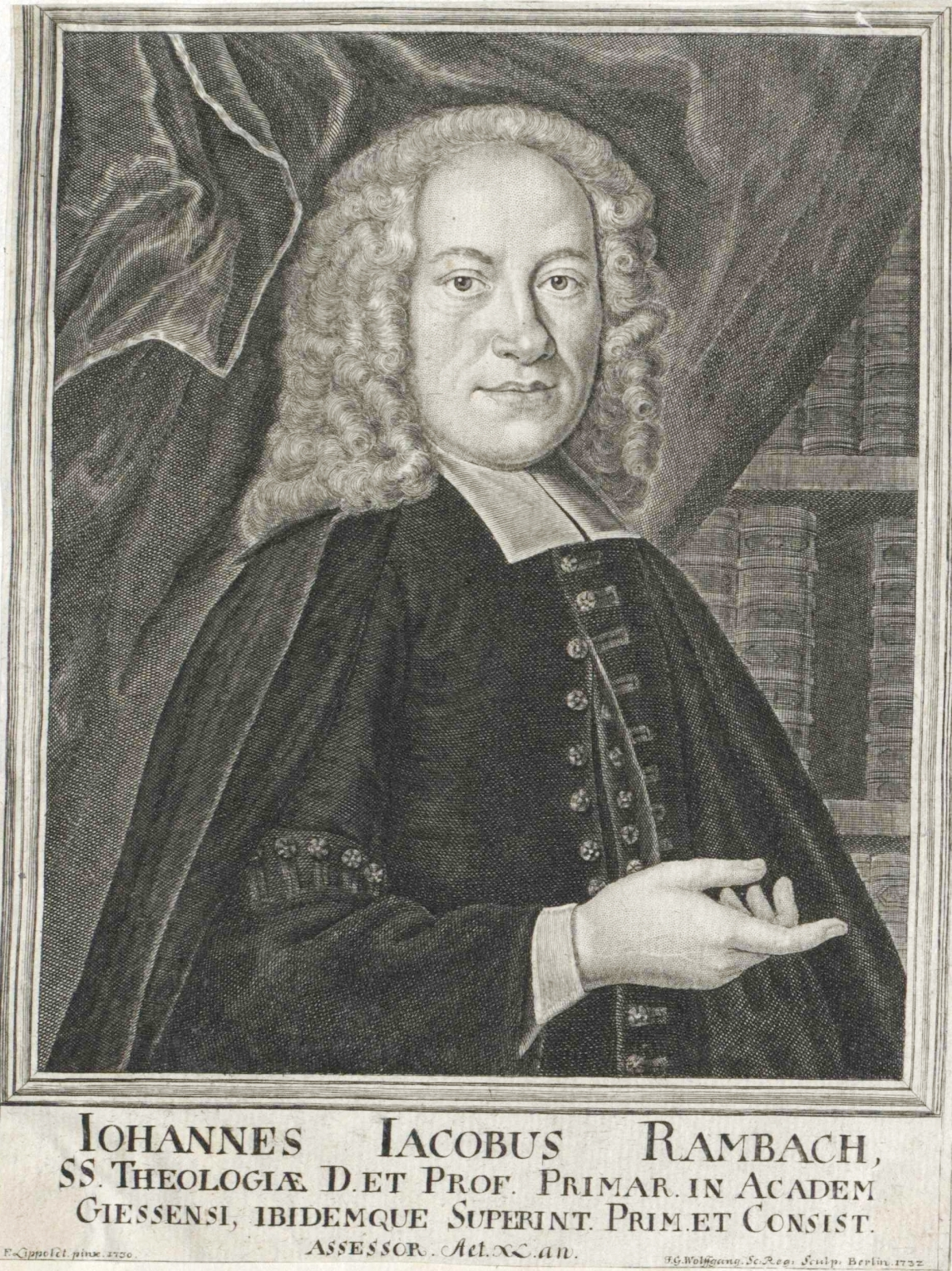
Johann Jakob Rambach; † 19. April

- 19. April: Johann Jakob Rambach, evangelischer Theologe und Kirchenlieddichter (* 1693)
- 00. April: Hans Hantelmann, deutscher Orgelbauer (* 1655)
- 06. Juni: Georg Österreich, deutscher Komponist (getauft 1664)
- 22. Juni: Pirro Albergati, italienischer Komponist (* 1663)
- 18. Juli: Johann Krieger, deutscher Organist und Komponist (* 1652)
- 19. September: Ludwig Andreas Gotter, deutscher Kirchenlieddichter und Jurist (* 1661)
- 02. November: Šimon Brixi, böhmischer Organist, Kantor und Komponist (* 1693)
- 17. November: Jean Nollet, französischer Orgelbauer (* 1681)

### Genaues Todesdatum unbekannt
- Jacob Denner, deutscher Instrumentenbauer (* 1681)

### Gestorben nach 1735
- Antonio Baldi, italienischer Alt-Kastrat und Opernsänger (* vor 1710)
- Robert Valentine, englischer Flötist und Komponist (* 1674)